# Rivalität zwischen Manchester United und dem FC Liverpool
Die Rivalität zwischen Manchester United und dem FC Liverpool ist eine der meistbeachteten Rivalitäten im englischen Fußball und geht weit über die sportliche Auseinandersetzung hinaus. Sie begründet sich zum einen in der Städterivalität zwischen Manchester und Liverpool als wichtigstes Wirtschafts- und Kulturzentrum im Norden Englands, zum anderen wird zwischen den beiden Vereinen um den Status als erfolgreichster Verein Englands gerungen. So haben bislang beide Teams jeweils 20 englische Meisterschaften gewinnen können.
Im Spielbetrieb der Premier League nehmen die Spiele zwischen diesen beiden Vereinen einen prominenten Platz ein. Zumeist wird die Paarung, wie bei anderen Derbys in England üblich, aus Sicherheitsgründen zur Mittagsstunde gespielt und zeitweise auch ein Alkoholverbot verhängt. Das Derby ist zudem die Begegnung mit den zweitmeisten Roten Karten in der Geschichte der Premier League.

## Hintergründe der Rivalität

### Städterivalität
Im 19. Jahrhundert gehörten Liverpool mit seinem Hafen und Manchester mit seiner dominierenden Textilindustrie zu den wirtschaftlich bedeutendsten Städten des Britischen Weltreichs. Während Liverpools Wirtschaftszweige sich auf Versicherungen, Banken und Reedereien konzentrierten, wurden weiter im Landesinneren „niedrigere“ Arbeiten zur Herstellung von verarbeiteten Produkten verrichtet. Diese vermeintliche Besserstellung Liverpools führte zu dem Ausspruch „the Liverpool gentleman and the Manchester man“.
Durch die Fertigstellung des Manchester Ship Canal im Jahr 1894 wurde Liverpool als Umschlagshafen für Produkte aus Manchester umgangen, wodurch Liverpools Status und Einkünfte zurückgingen. Der Bau des Kanals wird oftmals als Ausgangspunkt für die Rivalität zwischen den beiden Städten angesehen.

### Fußballerische Dominanz

Vergleich der beiden Vereine im englischen Fußball-Ligasystem von 1892/93 bis zur Gegenwart (Stand Juni 2020)

Beide Vereine konnten über lange Zeiträume hinweg dem englischen Fußball ihre Dominanz aufzwingen. Der FC Liverpool gewann zwischen 1975 und 1990 elf von 15 Meisterschaften und vier Mal den Europapokal der Landesmeister, während Manchester United zwischen 1993 und 2013 dreizehn Meisterschaften und zwei Siege in der Champions League feiern konnte und Liverpool den jahrzehntelangen Rang des Rekordmeisters abrang. Die dadurch angehäuften Trophäensammlungen von über 50 Triumphen auf beiden Seiten werden als Grund dafür angesehen, dass jeder der beiden Vereine sich selbst als erfolgreichster Englands ansieht. Beide Vereine verbindet die Tatsache, dass sie in ihrer Vereinsgeschichte Katastrophen bewältigen mussten: United den Flugzeugabsturz der Mannschaft 1958, Liverpool die Hillsborough-Katastrophe 1989. Einige Fangruppierungen auf beiden Seiten nutzen jedoch die Erinnerung an diese Ereignisse regelmäßig, um in Liedern die Opfer der jeweiligen Gegenseite zu verhöhnen. Beim ersten Aufeinandertreffen in einem europäischen Wettbewerb im Jahr 2016 wurden Hillsborough-Gesänge von Anhängern Manchester Uniteds weder im offiziellen Spielbericht erwähnt noch anderweitig sanktioniert.
Die nationale Dominanz Liverpools zu brechen war für Alex Ferguson, der von 1986 bis 2013 Trainer von Manchester United war und einer der am längsten amtierenden und erfolgreichsten Trainer der Welt wurde, ein wesentliches Ziel seiner Amtszeit. 2002, als Manchester noch vier Meisterschaftstitel hinter Liverpool lag und in der Saison zuvor nur Zweiter hinter dem FC Arsenal wurde, bezeichnete der ehemalige Liverpool-Spieler Alan Hansen die damalige Situation Fergusons als „größte Herausforderung seiner Karriere“. Ferguson antwortete darauf, dass seine größte Herausforderung war, Liverpool von seinem Thron zu stoßen (im Original: „My greatest challenge was knocking Liverpool right off their fucking perch. And you can print that.“).
Liverpool konnte bisher sechs Mal die Champions League oder dessen Vorgängerbewerb gewinnen, Manchester United hingegen „nur“ drei Mal.
Die Anzahl der gewonnenen Meisterschaften war seit den 1990ern immer wieder Ausgangspunkt für gegenseitige Sticheleien beider Klubs gewesen – 1994 enthüllten Liverpool-Anhänger ein Banner mit dem Schriftzug Come Back When You Have Won 18 („Kommt wieder wenn ihr 18 Mal gewonnen habt“). Nach dem Gewinn der 19. Meisterschaft 2011 enthüllten United-Anhänger in Anfield vor dem Spiel den Schriftzug M.U.F.C. 19 Times („19 Mal“).
Erst 2016 kam es im Achtelfinale der Europa League zum ersten Aufeinandertreffen der beiden Vereine in einem europäischen Pokalwettbewerb.
| Verein            | Liga | Pokal | Ligapokal | Europapokal der Landesmeister/ UEFA Champions League | Europapokal der Pokalsieger | UEFA-Pokal/ UEFA Europa League | Community Shield | UEFA Super Cup | Weltpokal | Klub-WM | Gesamt |
| ----------------- | ---- | ----- | --------- | ---------------------------------------------------- | --------------------------- | ------------------------------ | ---------------- | -------------- | --------- | ------- | ------ |
| FC Liverpool      | 20   | 8     | 9         | 6                                                    | 0                           | 3                              | 16               | 4              | 0         | 1       | 67     |
| Manchester United | 20   | 12    | 6         | 3                                                    | 1                           | 1                              | 21               | 1              | 1         | 1       | 67     |
| Gesamt            | 40   | 20    | 14        | 9                                                    | 1                           | 4                              | 36               | 5              | 1         | 2       | 134    |

Stand 14. Mai 2022

## Spieler
Seit dem Transfer von Phil Chisnall im April 1964 von Liverpool nach Manchester hat es keinen direkten Spielertransfer mehr zwischen den beiden Klubs gegeben.
Seitdem gab es einige Spieler wie etwa Paul Ince, Peter Beardsley oder Michael Owen, die für beide Vereine gespielt haben, jedoch immer mit Zwischenstationen bei anderen Vereinen. Sowohl bei Ince als auch bei Owen wurde die Verpflichtung beim jeweiligen Rivalen mit Überraschung in den Medien aufgenommen.
2007 wurde von Liverpool ein Gebot für Gabriel Heinze abgegeben, das von Manchester United umgehend abgelehnt wurde. Der damalige United-Trainer Alex Ferguson bestand darauf, nicht an den Liga-Konkurrenten und Erzrivalen verkaufen zu wollen. Daraufhin entbrannte zwischen Liverpool und Manchester ein rechtlicher Streit um die Verpflichtung Heinzes, da die im Vertrag mit Heinze vereinbarte Ablösesumme bezahlt worden wäre. Schlussendlich bekam United Recht, woraufhin Heinze stattdessen zu Real Madrid wechselte.

## Vorfälle

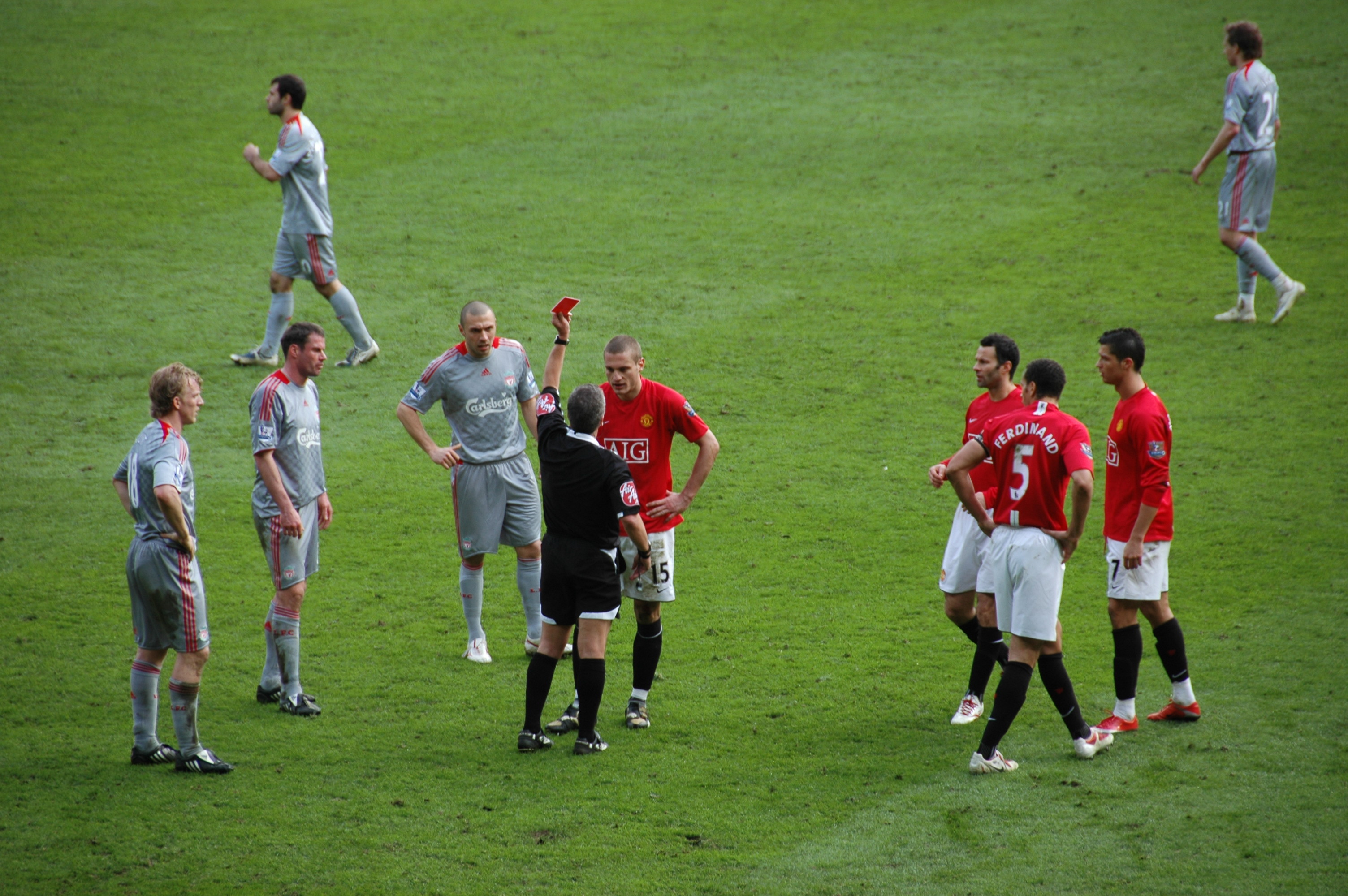
Nemanja Vidić von Manchester United erhält eine rote Karte im Premier-League-Spiel gegen den FC Liverpool am 14. März 2009

Bei der Siegerehrung des FA-Cup-Finales 1996 (1:0) wurde Manchester Uniteds damaliger Kapitän und Siegtorschütze Éric Cantona von einem Liverpool-Anhänger bespuckt, Alex Ferguson konnte einem versuchten Faustschlag eines anderen Liverpool-Fans noch ausweichen.
Als sich der United-Spieler Alan Smith in der fünften Runde des FA Cups 2006 (1:0 für Liverpool) in Anfield ein Bein brach, verhöhnten ihn Anhänger der Liverpooler Tribüne The Kop mit Geräuschen einer Rettungssirene. Der Rettungswagen, mit dem Smith ins Krankenhaus gebracht werden sollte, wurde vor dem Stadion attackiert. Im selben Spiel wurden sowohl Steven Gerrard als auch Gary Neville mit Münzen und Essensresten beworfen. Als Folge verhängte etwa die Polizei in Manchester ein Alkoholverbot bei einem FA-Cup-Spiel im Januar 2011.
Die Rivalität wurde in der Saison 2011/12 durch die rassistische Beschimpfung von Patrice Evra durch den Liverpool-Spieler Luis Suárez weiter angefacht. Liverpool bestritt den Vorwurf, dass Suárez sich dieser Form geäußert habe und versuchte die Glaubwürdigkeit Evras zu untergraben. Suárez wurde schließlich im Dezember 2011 von der FA für acht Spiele gesperrt und musste eine Geldstrafe über 40.000 Pfund zahlen. Im ersten  Aufeinandertreffen im Old Trafford nach Suárez’ Sperre verweigerte Suárez Evra vor dem Spiel den Handschlag, da er sich als Opfer einer gezielten Kampagne sah. Der neuerliche Eklat wurde nach einer öffentlichen Entschuldigung von Suárez beigelegt.
In seinem letzten Derby gegen Manchester United im März 2015 (2:1-Auswärtserfolg für Manchester) wurde der langjährige Kapitän Steven Gerrard zu Beginn der zweiten Halbzeit eingewechselt und nach nur 38 Sekunden auf dem Platz aufgrund einer Tätlichkeit gegen Ander Herrera mit Rot vom Platz geschickt.